# Persona (мини-альбом)
Persona — миньон (EP) австралийской группы Karnivool. Диск был первоначально выпущен 1 марта 2001 года на звукозаписывающем лейбле Sic Squared Records. Повторный релиз состоялся 12 декабря 2005 года на независимом лейбле MGM Distribution.

## Список композиций
1. «Fade» — 4:51
2. «Da-Reka» — 6:18 (совместно с Grant McCulloch из Heavy Weight Champ)
3. «Headcase» — 5:13
4. «Featherweight» — 8:20
5. «Some More of the Same» — 9:06

- Альбом имеет два варианта обложки;
- Переиздание этого альбома состоялось после концертного тура в поддержку их полноформатного альбома Themata.